# Alex Tarrant
Alexander „Alex“ Tarrant-Keepa ist ein neuseeländischer Schauspieler. Er wurde ab Mitte der 2010er Jahre durch Besetzungen in verschiedenen neuseeländischen Fernsehserien einem nationalen Publikum bekannt.

## Leben
Tarrant wurde Anfang der 1990er Jahre geboren. Er wuchs in Raglan auf und ist maorischer, samoanischer und niueanischer Abstammung. 2008 machte er seinen Abschluss an der Fraser High School, Hamilton. Während seiner dortigen Schulzeit nahm er an Produktionen des Shakespeare's Globe Centres teil und gehörte ab 2009 zum Ensemble (Theater) der Young Shakespeare Company. 2012 machte er seinen Abschluss an der Te Kura Toi Whakaari O Aotearoa. Während dieser Zeit wurde bei ihm eine Lese- und Rechtschreibstörung festgestellt.
Er ist mit der Schauspielerin und Maskenbildnerin Lucinda Jane Tarrant verheiratet. Die beiden sind Eltern eines Kindes.
2014 debütierte Tarrant in einer Episode der Fernsehserie Nothing Trivial als Fernsehschauspieler. Es folgten 2015 wiederkehrende Rollen in den Miniserien Tatau und When We Go to War sowie ab demselben Jahr bis 2016 in der Fernsehserie Common Ground sowie bis 2018 in der Fernsehserie 800 Words. Von 2016 bis 2017 war er in 33 Episoden der Fernsehserie Filthy Rich in der Rolle des Joe zu sehen. Zwischen 2018 und 2019 spielte er in Shortland Street in 148 Episoden die Rolle des Lincoln Kimiora. Wiederkehrende Fernsehserienrollen erhielt er zwischen 2019 und 2021 unter anderen in SeaChange, Mean Mums und Vegas. Von 2021 bis 2024 stellte er in 54 Episoden der Fernsehserie Navy CIS: Hawaiʻi die Rolle des Kai Holman. 2021 war er in der Filmproduktion Night Raiders in der Rolle des Leo zu sehen. 2022 bis 2024 spielte er den Númenorer Valandil in der Fernsehserie Der Herr der Ringe: Die Ringe der Macht. 2024 hatte er außerdem eine wiederkehrende Rolle in der Fernsehserie A Remarkable Place to Die inne.

## Filmografie (Auswahl)
- 2014: Nothing Trivial (Fernsehserie, Episode 4x01)
- 2015: Tatau (Miniserie, 8 Episoden)
- 2015: When We Go to War (Miniserie, 6 Episoden)
- 2015–2016: Common Ground (Fernsehserie, 4 Episoden)
- 2015–2018: 800 Words (Fernsehserie, 39 Episoden)
- 2016–2017: Filthy Rich (Fernsehserie, 33 Episoden)
- 2018–2019: Shortland Street (Fernsehserie, 148 Episoden)
- 2019: The Hunt (Kurzfilm)
- 2019: The Other Side of Heaven 2: Fire of Faith
- 2019: SeaChange (Fernsehserie, 8 Episoden)
- 2020: Head High (Fernsehserie, Episode 1x05)
- 2020: Mean Mums (Fernsehserie, 5 Episoden)
- 2020: Loner (Fernsehserie)
- 2021: Vegas (Fernsehserie, 6 Episoden)
- 2021: Night Raiders
- 2021–2024: Navy CIS: Hawaiʻi (NCIS: Hawaiʻi, Fernsehserie, 54 Episoden)
- 2022–2024: Der Herr der Ringe: Die Ringe der Macht (The Lord of the Rings: The Rings of Power, Fernsehserie)
- 2024: A Remarkable Place to Die (Fernsehserie, 4 Episoden)